# Eduard Anatoljevics Sztrelcov
Eduard Anatoljevics Sztrelcov (oroszul: Эдуа́рд Анато́льевич Стрельцо́в; Moszkva, 1937. július 21. – Moszkva, 1990. július 22.) orosz származású olimpiai bajnok szovjet válogatott labdarúgó. Sokan a valaha volt legnagyszerűbb orosz labdarúgónak tartják és gyakran nevezik az orosz "Pelének" is. Korának egyik legkiválóbb labdarúgója.

## Pályafutása

### Korai évek
1937-ben született Moszkva egyik keleti kerületében, Perovoban. Édesapja hírszerző tisztként szolgált a II. világháború idején, de miután véget ért a háború nem tért haza a családjához és Kijevben telepedett le. Édesanyja tehát egyedül nevelte fel. Egy gyárban dolgozott, hogy eltartsa saját magát és a fiát. 13 éves korában Sztrelcov a gyár futballcsapatának a tagja lett. Három évvel később 1953-ban barátságos mérkőzésen találkoztak a Torpedo Moszkva ifjúsági csapatával. Ezen a találkozón Sztrelcov játékával lenyűgözte a Topredo edzőjét Vaszilij Provornovot, aki szorgalmazta az egyébként Szpartak Moszkva szurkoló Sztrelcov leigazolását.
Az 1954-es szezonban mindössze 16 éves korában bemutatkozhatott a Torpedo Moszkva felnőtt csapatában. Első idényében az összes mérkőzésen pályára lépett és 4 gólt szerzett. A következő szezonban Sztrelcov lett a bajnokság legeredményesebb játékosa, 22 mérkőzésen 15 alkalommal volt talált az ellenfelek kapujába. 1955-ben egy Svédország elleni Stockholmban rendezett barátságos mérkőzésen a szovjet válogatottban is debütálhatott. Rögtön mesterhármassal kezdett, csapata pedig 6–0-ás győzelmet aratott. A második válogatott mérkőzésén India ellen ugyancsak háromszor volt eredményes. Nagyszerű teljesítményének köszönhetően bekerült az 1956. évi Melbourne-i nyári olimpiai játékokon résztvevő válogatott keretébe is. Az elődöntőben Bulgária ellen előbb egyenlített, majd gólpasszt adott. A döntőben nem játszott, de 1–0 arányban így is sikerült legyőzniük Jugoszláviát és végül aranyéremmel távoztak. Az olimpiai bajnoki cím tiszteletére a csapat valamennyi tagja megkapta a Szovjetunió Érdemes Sportolója kitüntetést, ami a legmagasabb érdemrend volt, amit egy sportoló elérhetett. Az 1957-es aranylabda szavazáson 12 szavazatot kapott, amivel a hetedik helyen végzett.

### A Gulagra kerülés
Sztrelcov ismert volt a labdarúgáson kívüli extravagáns életéről, amiről a brit Teddy Boy hajviselete is tanúskodott, de nem vetette meg az italozást és a nőzést sem. 1958. május 25-én az Taraszkovaban edzőtáborban volt a válogatottal, ahol készültek az 1958-as világbajnokságra. A válogatott szövetségi kapitánya Gavriil Kacsalin kicsit lazított a drákói szigoron és engedélyezett egy lazító estét. Sztrelcov két csapattársával Mihail Ogonykovval és Borisz Tatusinnal engedély nélkül kiszöktek az edzőtáborból. Egy dácsában mulatták az időt, ahol Sztrelcov összejött az akkor 20 éves Marina Lebegyevával. A vodkamámorban eltöltött éjszaka után a nő másnap feljelentette nemi erőszak vádjával Sztrelcovot és két csapattársát. Mindhármójukat rendőrök vitték el az edzőtáborból és az ítélet is hamar megszületett. Sztrelcovot 12 év, míg másik két csapattársát 3–3 év munkatáborra ítélték. Utóbbiaknak végül nem kellett a Gulagra vonulniuk, mindössze a játékjogukat függesztették fel. Az olimpiáért kapott állami kitüntetésüktől is megfosztották őket.
Sztrelcov az elkövetkező 5 évet Moszkvától 1200 km-re, egy gránitbányában töltötte kőfejtőként. 1963 februárjában soron kívül szabadlábra bocsátották, de a teljes rehabilitációjára még ekkor nem került sor. Technikusként dolgozott a ZiL-gyárban.

### Visszatérés
1965-ben visszakapta a magas állami kitüntetését és visszatérhetett a futballhoz is. A visszatérés olyannyira jól sikerült, hogy bajnoki címig segítette a Torpedo csapatát. Az 1968-as szezonban 33 mérkőzésen 21 gólig jutott és a kupát is sikerült elhódítaniuk. A korábbi formáját azonban már nem tudta megismételni. A nemzeti csapatba is visszatért. 1966 és 1968 között 17 alkalommal szerepelt a válogatottban és 7 gólt szerzett. A szovjet válogatott történetének a szerzett gólok számában a negyedik, a gólátlagot tekintve pedig a legeredményesebb játékosa. Összesen 38 mérkőzésen lépett pályára és 25 gólt szerzett.
Az aktív játéktól 1970-ben vonult vissza. Ezután megszerezte az edzői papírokat és betegségéig a Torpedo ifjúsági csapatait edzette. 1990-ben 53 éves korában tüdőrákban hunyt el. Megállapították, hogy korai halálához a kőfejtőben eltöltött évek alatt belélegzett kőpor nagyban hozzájárult. A halála után róla nevezték el a Torpedo stadionját, 1996-ban pedig az Orosz labdarúgó-szövetség megalapította a Sztrelec-díjat, amit minden évben a legjobb edzőnek és a legjobb játékosnak ítéltek oda 2003-ig.

## Sikerei, díjai
Torpedo Moszkva
- Szovjet bajnok (1): 1965
- Szovjet kupa (1): 1968

Szovjetunió
- Olimpiai bajnok (1): 1956

Egyéni
- Az év szovjet labdarúgója (2): 1967, 1968
- A szovjet bajnokság gólkirálya (1): 1955 (15 gól)

## Pályafutásának statisztikái
Az 1968-as szovjet kupa eredményei kivételével a hazai kupasorozatok adatai ebből az időből ismeretlenek.
| Klubcsapatban | Klubcsapatban   | Klubcsapatban     | Bajnokság | Bajnokság | Kupa         | Kupa         | Nemzetközi | Nemzetközi | Összesen | Összesen |
| Szezon        | Klub            | Bajnokság         | Mérk.     | Gólok     | Mérk.        | Gólok        | Mérk.      | Gólok      | Mérk.    | Gólok    |
| Szovjetunió   | Szovjetunió     | Szovjetunió       | Bajnokság | Bajnokság | Szovjet kupa | Szovjet kupa | Európa     | Európa     | Összesen | Összesen |
| ------------- | --------------- | ----------------- | --------- | --------- | ------------ | ------------ | ---------- | ---------- | -------- | -------- |
| 1954          | Torpedo Moszkva | Szovjet bajnokság | 22        | 4         | –            | –            | –          | –          | 22       | 4        |
| 1955          | Torpedo Moszkva | Szovjet bajnokság | 22        | 15        | –            | –            | –          | –          | 22       | 15       |
| 1956          | Torpedo Moszkva | Szovjet bajnokság | 22        | 12        | –            | –            | –          | –          | 22       | 12       |
| 1957          | Torpedo Moszkva | Szovjet bajnokság | 15        | 12        | –            | –            | –          | –          | 15       | 12       |
| 1958          | Torpedo Moszkva | Szovjet bajnokság | 8         | 5         | –            | –            | –          | –          | 8        | 5        |
| 1959          | n/a             | n/a               | –         | –         | –            | –            | –          | –          | –        | –        |
| 1960          | n/a             | n/a               | –         | –         | –            | –            | –          | –          | –        | –        |
| 1961          | n/a             | n/a               | –         | –         | –            | –            | –          | –          | –        | –        |
| 1962          | n/a             | n/a               | –         | –         | –            | –            | –          | –          | –        | –        |
| 1963          | n/a             | n/a               | –         | –         | –            | –            | –          | –          | –        | –        |
| 1964          | n/a             | n/a               | –         | –         | –            | –            | –          | –          | –        | –        |
| 1965          | Torpedo Moszkva | Szovjet bajnokság | 26        | 12        | –            | –            | –          | –          | 26       | 12       |
| 1966          | Torpedo Moszkva | Szovjet bajnokság | 31        | 12        | –            | –            | 2          | 0          | 33       | 12       |
| 1967          | Torpedo Moszkva | Szovjet bajnokság | 20        | 6         | –            | –            | 4          | 3          | 24       | 9        |
| 1968          | Torpedo Moszkva | Szovjet bajnokság | 33        | 21        | 6            | 3            | 3          | 0          | 42       | 24       |
| 1969          | Torpedo Moszkva | Szovjet bajnokság | 11        | 0         | –            | –            | –          | –          | 11       | 0        |
| 1970          | Torpedo Moszkva | Szovjet bajnokság | 12        | 0         | –            | –            | –          | –          | 12       | 0        |
| Ország        | Szovjetunió     | Szovjetunió       | 222       | 99        | 6            | 3            | 9          | 3          | 237      | 105      |
| Összesen      | Összesen        | Összesen          | 222       | 99        | 6            | 3            | 9          | 3          | 237      | 105      |

| Szovjet válogatott | Szovjet válogatott | Szovjet válogatott |
| Év                 | Mérk.              | Gólok              |
| ------------------ | ------------------ | ------------------ |
| 1955               | 4                  | 7                  |
| 1956               | 8                  | 4                  |
| 1957               | 8                  | 7                  |
| 1958               | 1                  | 0                  |
| 1959               | 0                  | 0                  |
| 1960               | 0                  | 0                  |
| 1961               | 0                  | 0                  |
| 1962               | 0                  | 0                  |
| 1963               | 0                  | 0                  |
| 1964               | 0                  | 0                  |
| 1965               | 0                  | 0                  |
| 1966               | 3                  | 1                  |
| 1967               | 12                 | 6                  |
| 1968               | 2                  | 0                  |
| Összesen           | 38                 | 25                 |